# 鹿厂镇
鹿厂镇，是中华人民共和国四川省凉山彝族自治州会理市下辖的一个乡镇级行政单位。

## 行政区划
鹿厂镇下辖以下地区：
街道社区、明星村、银坡村、兴隆村、白草村、铜矿村、黎明村、红星村、五星村、星火村和蜡虫村。